# Halleys armada

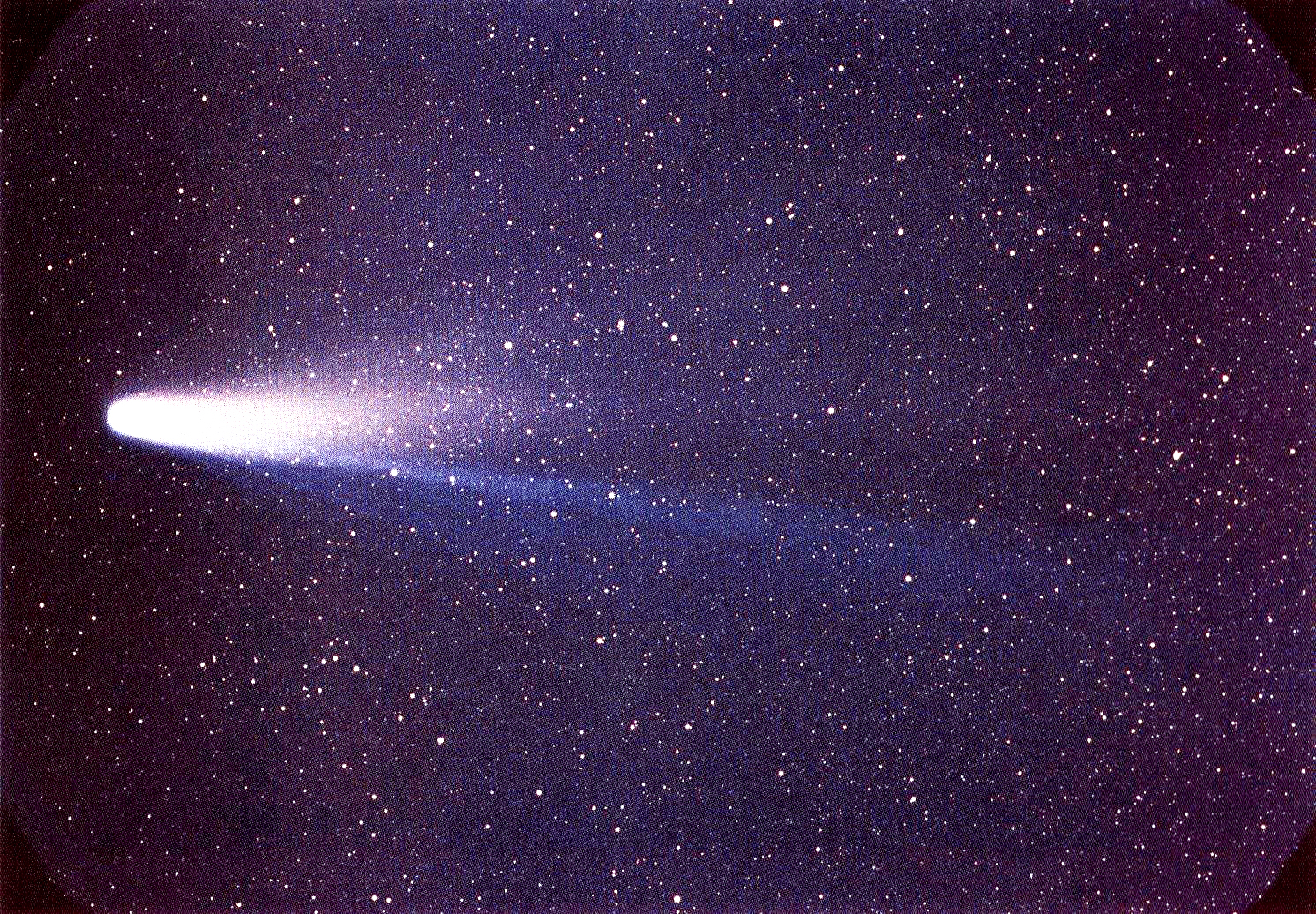
Halleys komet

Halleys armada var en grupp rymdsonder som sköts upp för att utforska Halleys komet när den passerade det inre solsystemet år 1986. Gruppen bestod av fem rymdsonder, varav en från ESA, två som var ett samarbete mellan Sovjetunionen och Frankrike och två från Japan.

## Gruppens sonder
(i ordningen närmast först)
- Giotto, från ESA, den första rymdsonden att ta en närbild på en komets kärna.
- Vega 1 & Vega 2, vilka båda släppte ner landare på planeten Venus innan de åkte till Halley (Sovjetunionen och Frankrike).
- Suisei, också känd som PLANET-A (Japan).
- Sakigake, Japans första att lämna Jorden (Japan).

## Andra rymdsonder
- Pioneer 7 kunde från sin omloppsbana runt solen, undersöka kometen från ett avstånd av 12,3 miljoner km.
- Pioneer Venus Orbiter undersökte kometen från sin omloppsbana runt Venus.
- International Cometary Explorer, undersökte kometen från sin omloppsbana runt solen.